# Lista de membros associados da Academia Brasileira de Ciências empossados em 1998
Esta lista contém os nomes dos membros associados da Academia Brasileira de Ciências empossados em 1998.
A categoria de associados foi extinta na reforma estatutária ocorrida em 1999. Ambas as categorias titular e associado são de caráter vitalício.
| Imagem | Nome                      | Datas de nascimento e falecimento | Local de nascimento | Área de especialização | Alma mater | Data de posse      | Conhecido por            | Referências |
| ------ | ------------------------- | --------------------------------- | ------------------- | ---------------------- | ---------- | ------------------ | ------------------------ | ----------- |
|        | Jonas de Miranda Gomes    | 01 de setembro de 1953            |                     | Ciências da Engenharia | UFPB       | 06 de maio de 1998 | Fundou o VISGRAF no IMPA | [ 3 ] [ 4 ] |
|        | Miguel Angelo Stipp Basei | 12 de novembro de 1948            | Itu, SP             | Ciências da Terra      | USP        | 06 de maio de 1998 |                          | [ 5 ]       |